# Ludwig-Uhland-Preis
Der Ludwig-Uhland-Preis wurde 1991 von  Carl Herzog von Württemberg (1936–2022) gestiftet. Im Sinne des Namensgebers Ludwig Uhland (1787–1862) sollen damit Personen ausgezeichnet werden, 
- die mit ihrem Werk maßgeblich zum Verständnis der Kultur Württembergs oder des deutschen Südwestens beigetragen haben;

- die wichtige Studien über Ludwig Uhland vorgelegt oder sich auf einem der Arbeitsgebiete Uhlands ausgezeichnet haben;

- die in der Mundartforschung oder der Mundartdichtung mit maßgeblichen Arbeiten hervorgetreten sind.

Der Ludwig-Uhland-Preis ist mit 10.000 Euro dotiert. Seit 2001 wird zusätzlich ein Förderpreis vergeben, der mit 5.000 Euro dotiert ist. Eine Jury erwählt die Träger des Preises, für den eine Bewerbung nicht möglich ist.
Die Preisverleihung findet alle zwei Jahre am Geburtstag von Ludwig Uhland, dem 26. April, im Ordenssaal des Schlosses Ludwigsburg statt. Im Jahr 2011 wurde die Verleihung wegen der Osterferien ausnahmsweise auf den 29. April verlegt.

## Preisträger des Hauptpreises
- 1991: Wilhelm Karl König, Mundartschriftsteller
- 1994: Hermann Bausinger, Empirischer Kulturwissenschaftler
- 1997: Karl Moersch, Schriftsteller und Politiker
- 1999: Arno Ruoff, Mundartenforscher
- 2001: Bernhard Zeller, Literaturhistoriker und Archivar
- 2003: Hans-Georg Wehling, Politikwissenschaftler
- 2005:	Manfred Bosch, Schriftsteller
- 2007: Gottlob Haag, Mundartdichter
- 2009: Hans-Ulrich Simon, Literaturforscher
- 2011: Bernhard Hurm und Uwe Zellmer, Theater Lindenhof in Melchingen
- 2013: Hellmut G. Haasis, Schriftsteller
- 2015: Bernhard Fischer, Literaturwissenschaftler, Direktor des Goethe- und Schiller-Archivs Weimar
- 2017: Mathias Beer, Historiker, Universität Tübingen
- 2019: Dieter Langewiesche, Historiker, Universität Tübingen
- Weitere Preisträger sind nicht zu ermitteln (Stand März 2024).

## Preisträger des Förderpreises
- 2001: Helmuth Mojem, Literaturwissenschaftler
- 2003: Petra Zwerenz, Mundartschriftstellerin
- 2005: Marek Hałub, Germanist
- 2007: Kurt Oesterle, Schriftsteller
- 2009: Walle Sayer, Mundartschriftsteller
- 2011: Hubert Klöpfer, Verleger
- 2013: Georg Günther, Musikwissenschaftler
- 2015: Susanne Hinkelbein, Komponistin und Theaterautorin
- 2017: Stefan Knödler, Germanist, Universität Tübingen
- 2019: Dominik Kuhn, Sprachkünstler und schwäbischer Synchronsprecher, Reutlingen